# マット・ハープリング
マシュー・ジョセフ・ハープリング（Matthew Joseph Harpring, 1976年5月31日 - ）は、アメリカ合衆国オハイオ州シンシナティ出身の元プロバスケットボール選手。主にNBAのユタ・ジャズなどで活躍した。身長201 cm、体重104.8 kg。ポジションはSF/SG。愛称はHarp。

## 大学時代
4年間ジョージア工科大学のスターターを務め、オールACCに3度も選ばれた。そして1997-1998シーズンに、1試合平均21.6得点、9.4リバウンドを記録。この年のオールアメリカンサードチームに選出された。大学での通算成績は2,225得点997リバウンドであり、これらはジョージア工科大学において歴代2位の成績である。またフリースロー成功率(.752)は歴代1位である。大学はこれを記念して、ハープリングの背番号である15番を永久欠番としている。
学業も優秀で、ビジネスマネージメントの学士号を取得している。4回生時にはアカデミック・オールアメリカン（文武両道な生徒に贈られる賞）を受賞した。

## NBA
1998年のNBAドラフトでマジックからドラフト指名を受けると、ルーキーながらも全50試合中22試合（通常は全82試合だがこのシーズンはロックアウトの関係で全50試合となる）にスターターとして出場。ポイントゲッターとしての役割よりも、激しくしつこいディフェンスで相手を止める守備要員としてチームを助けた。そしてその年のオールルーキーファーストチームに選出。しかし2年目には左足首を怪我し、たった4試合の出場に留まった。
2000年8月、クリーブランド・キャバリアーズへ移籍。キャバリアーズでは56試合に出場し、2001年3月16日のシャーロット・ホーネッツ戦で1試合自己最多の28得点を記録した。
2001年8月、ハープリングはフィラデルフィア・セブンティシクサーズへ移籍。ラリー・ブラウンヘッドコーチのもと81試合に先発出場し、得点、リバウンド、アシスト、スティール、ブロック全てにおいてキャリアハイの成績を更新した。
2002年8月、ユタ・ジャズとフリーエージェントで契約。カール・マローン、ジョン・ストックトンという名選手と共にプレーし大きな影響を受け、頭がよくハードワークも厭わないプレースタイルは確実性を最優先するジャズの攻撃システムにフィットした。シュートの成功率が大幅に増したハープリングは、2002年11月29日のミネソタ・ティンバーウルブズ戦で1試合自己最多得点を33得点に伸ばすと、この年のMIP投票で、ギルバート・アリーナスについで2位の票数を得る。翌年マローンがロサンゼルス・レイカーズへ移籍しストックトンが引退を表明すると、ヘッドコーチであったジェリー・スローンは次期チームキャプテンとしてハープリングを指名した。ハープリングは持ち前のリーダーシップを発揮して若手を引っ張り、3P成功率が.413を記録する等リーディングスコアラーとしてマローンやストックトンが抜けた穴を感じさせないほどの活躍を見せるが、膝の故障と手術のためにシーズン途中で離脱しまう。しばらくして怪我からは復帰したものの、アンドレイ・キリレンコがNBAを代表するスモールフォワードにまで成長し、ハープリングはポジションを奪われる形でシューティングガードとしての出場が多くなった。更にジャズはパワーフォワードのカルロス・ブーザーとメメット・オカーを補強。若手に押されてベンチスタートが続くものの、長らくジャズのキープレイヤーであった。
2009年、膝や足首の怪我が原因でこれ以上の現役でプレイする事が困難であると発表された。そのため、2009-10シーズンは1度もプレイせず、2009年12月22日にオクラホマシティ・サンダーへ放出。2010年2月22日、サンダーから解雇され、現役を引退した。キャリア成績は平均11.5得点5.1リバウンド1.4アシストだった。

## プレイスタイル
守備で最も力を発揮し、タフで激しい密着マークは一級品。スタッツには表れないところでチームに貢献している。また、スモールフォワードとシューティングガードの両方をこなす事が出来るスウィングマンでもある。パワフルな肉体はスクリーンやリバウンドなどインサイドプレーで力を発揮し、速攻の先頭を駆ける走力も併せ持つ。

## 受賞歴
- オールルーキーファーストチーム
  - この年のルーキーにはヴィンス・カーター、ダーク・ノヴィツキー、マイク・ビビー、ジェイソン・ウィリアムス、ポール・ピアース、アントワン・ジェイミソンなど後のNBAを代表するメンバーが多く、攻撃力の劣るハープリングがいかに守備面で貢献したかが分かる。